# Atactosturmia
Atactosturmia är ett släkte av tvåvingar. Atactosturmia ingår i familjen parasitflugor.
Kladogram enligt Catalogue of Life:
| Atactosturmia | \| \| Atactosturmia politana \| \| \| \| \| \| Atactosturmia vittata \| \| \| \| |
|               | \| \| Atactosturmia politana \| \| \| \| \| \| Atactosturmia vittata \| \| \| \| |
|               | Atactosturmia politana                                                           |
|               |                                                                                  |
|               | Atactosturmia vittata                                                            |
|               |                                                                                  |